# 科羅泰哈河
科羅泰哈河是俄羅斯的河流，由涅涅茨自治區負責管轄，河道全長199公里，流域面積約12,700平方公里，河水主要來自雨水和融雪，最終注入海普德爾灣。